# Zelotes lagrecai
Zelotes lagrecai är en spindelart som beskrevs av Di Franco 1994. Zelotes lagrecai ingår i släktet Zelotes och familjen plattbuksspindlar.
Artens utbredningsområde är Marocko. Inga underarter finns listade i Catalogue of Life.